# Petrus Jacobus Joubert
Petrus Jacobus Joubert, también conocido como Piet Joubert (Prince Albert, 20 de enero de 1834-Pretoria, 27 de marzo de 1900), fue un militar y político sudafricano que se desempeñó como comandante general y vicepresidente en su país.
Nació en una familia de granjeros y misioneros que se mudó a la Colonia de Natal en 1837. En 1877 se opuso a la anexión británica del Transvaal, tras lo cual apoyó la lucha independentista sudafricana en 1880, siendo elegido junto con M.W. Pretorius y Paul Kruger, miembro del triunvirato y general en jefe de los bóeres.
Participó directamente y salió victorioso ante los británicos en las batallas de Bronkhorstspruit, Laing's Nek, Río Ingogo y Majuba Hill, luego de las cuales el Reino Unido reconoció la independencia de las repúblicas bóeres en 1881. Comandó las fuerzas de los bóeres en la primera guerra anglo-bóer, derrotó a Leander Starr Jameson en 1896 y en la última guerra anglo-bóer (1899-1902), Joubert comandó las fuerzas bóeres que penetraron en Natal derrotando a los británicos en varias ocasiones. Murió poco después de que los británicos rompieron el cerco bóer a la ciudad británica de Ladysmith.
- Datos: Q469797
- Multimedia: Piet Joubert / Q469797